# Зоряний інспектор
«Зоряний інспектор» (рос. «Звёздный инспектор») — радянський художній фільм режисерів Марка Ковальова і Володимира Поліна, знятий на кіностудії «Мосфільм» у 1980 році.

## Сюжет
Далеке майбутнє.
Невідомий бойовий космокорабель, пізніше пізнаний як «Антарес», власність фірми «Майнтхаус», скоїв невмотивований напад на базу Міжнародної космічної інспекції та знищив її. Розслідування цієї події було доручено Сергію Лазарєву, який разом з товаришами на патрульному кораблі «Вайгач» прибув до місця інциденту.
Зоряні інспектори встановили, що причини того, що сталося слід шукати в загадковому зникненні кілька років тому групи вчених на чолі з талановитим біологом Аугусто Мічеллом.
За завданням фірми «Майнтхаус» в умовах надзвичайної секретності була закінчена робота над чинним зразком штучного мозку, який вийшов з-під контролю і поневолив своїх творців. Штучний розум намагається заволодіти мозком екіпажу патрульного корабля, але у них є «Ефект Орлова», який на три години може захистити від каппа-випромінювання…

## У ролях
- Володимир Івашов —  Сергій Лазарєв
- Юрій Гусєв —  Гліб Скляревський
- Тимофій Співак —  Карел Зденек
- Валентина Титова —  Марджорі Х'юмен
- Еммануїл Віторган —  Дуглас Кобер
- Вілніс Бекеріс —  Стів Уілкінс
- Борис Казін —  коментатор
- В'ячеслав Гостинський —  адвокат
- Хазраїл Шумахов —  Луїс Ревера
- Олександр Роговін —  голова міжнародної асоціації
- Леонід Кміт —  репортер
- Валерій Лисенков —  репортер
- Валентин Кулик —  репортер
- Микола Бріллінг —  представник фірми «Майнтхаус»
- Костянтин Захаров —  помічник голови

## Знімальна група
- Автори сценарію: Борис Травкін, Марк Ковальов, Владислав Смирнов
- Режисери-постановник: Марк Ковальов, Володимир Полін
- Оператор-постановник: Володимир Фастенко
- Композитор: Борис Ричков
- Художник-постановник: Віталій Гладніков